# Erateina leptocircata
Erateina leptocircata là một loài bướm đêm trong họ Geometridae.